# 손오공 (2017년 영화)
《손오공》(悟空传, Wu Kong)은 중국에서 제작된 곽자건 감독의 2017년 액션, 판타지, 드라마 영화이다. 펑위옌 등이 주연으로 출연하였다. 이 영화는 중국에서 2017년 7월 13일 개봉되었다.

## 출연

### 주연
- 펑위옌
- 여문락
- 니니

### 조연
- 정솽
- 교삼
- 위페이훙

## 기타
- 음향: 하오 강
- 음향: 왕충
- 미술: 임자교
- 시각효과: 김종규
- 시각효과: 권기현
- 시각효과: 황지형
- 시각효과: 에릭 쉬
- 무술감독: 곡헌소
- 의상: 여가안
- 의상: 이벽군